# Campo Verde (Teksas)
Campo Verde – jednostka osadnicza w Stanach Zjednoczonych, w stanie Teksas, w hrabstwie Starr.